# Comuna de Rogoźno
Rogoźno (polaco: Gmina Rogoźno) é uma gminy (comuna) na Polónia, na voivodia de Grande Polónia e no condado de Obornicki. A sede do condado é a cidade de Rogoźno.
De acordo com os censos de 2004, a comuna tem 17.887 habitantes, com uma densidade 82,07 hab/km².

## Área
Estende-se por uma área de 217,95 km², incluindo:
- área agricola: 63%
- área florestal: 26%

## Demografia
Dados de 2006:
|                      | Total   | Total | Mulheres | Mulheres | Homens  | Homens |
| -------------------- | ------- | ----- | -------- | -------- | ------- | ------ |
|                      | pessoas | %     | pessoas  | %        | pessoas | %      |
| População            | 17 887  | 100   | 8979     | 50,2     | 8908    | 49,8   |
| Densidade (pop./km²) | 82,07   | 100   | 41,20    | 41,20    | 40,87   | 40,87  |

De acordo com dados de 2002, o rendimento médio per capita ascendia a 1600.37 zł.

## Comunas vizinhas
- Budzyń, Murowana Goślina, Oborniki, Ryczywół, Skoki, Wągrowiec